# Thân vương quốc Lucca và Piombino
Thân vương quốc Lucca và Piombino (tiếng Ý: Principato di Lucca e Piombino) được Hoàng đế Napoleon I lập ra vào tháng 07/1805 từ việc sáp nhập Cộng hòa Lucca với Thân vương quốc Piombino, và trao lại cho em gái mình là Élisa Bonaparte cai trị. Lucca và Piombino ngày nay thuộc phía Bắc của Toscana, một vùng của Ý.
Thân vương quốc chỉ tồn tại đến năm 1814 thì bị quân Áo chiếm đóng, số phận của nó cũng giống như các nhà nước khác được Napoleon lập lên để trao cho người Nhà Bonaparte, đã xụp đổ theo Đệ Nhất Đế chế Pháp. Đại hội Viên đã trao lãnh thổ đất liền của Piombino cho Đại công quốc Toscana, trong đó đảo Elba được trao cho cựu hoàng Napoleon làm nơi lưu vong với tên gọi Thân vương quốc Elba. Lucca được khôi phục nguyên trạng trước khi nó bị người Pháp chiếm đóng với tên gọi Công quốc Lucca và trao cho María Luisa Josefina của Tây Ban Nha.

## Sự hình thành
Nhà nước Thân vương quốc Lucca & Piombino được tạo ra từ sự sáp nhập giữa các thực thể như Thân vương quốc Lucca (ngày 22/06/1805), Cộng hòa Lucca trước đây và bị Pháp chiếm đóng từ cuối năm 1799, và Thân vương quốc Piombino. Em gái của Hoàng đế Napoleon I được trao tước vị Nữ thân vương cai trị lãnh thổ mới này. Trong khi đó, chồng của Nữ thân vương là Felice Pasquale Baciocchi trở thành Hoàng thân của Piombino.

## Luật lệ

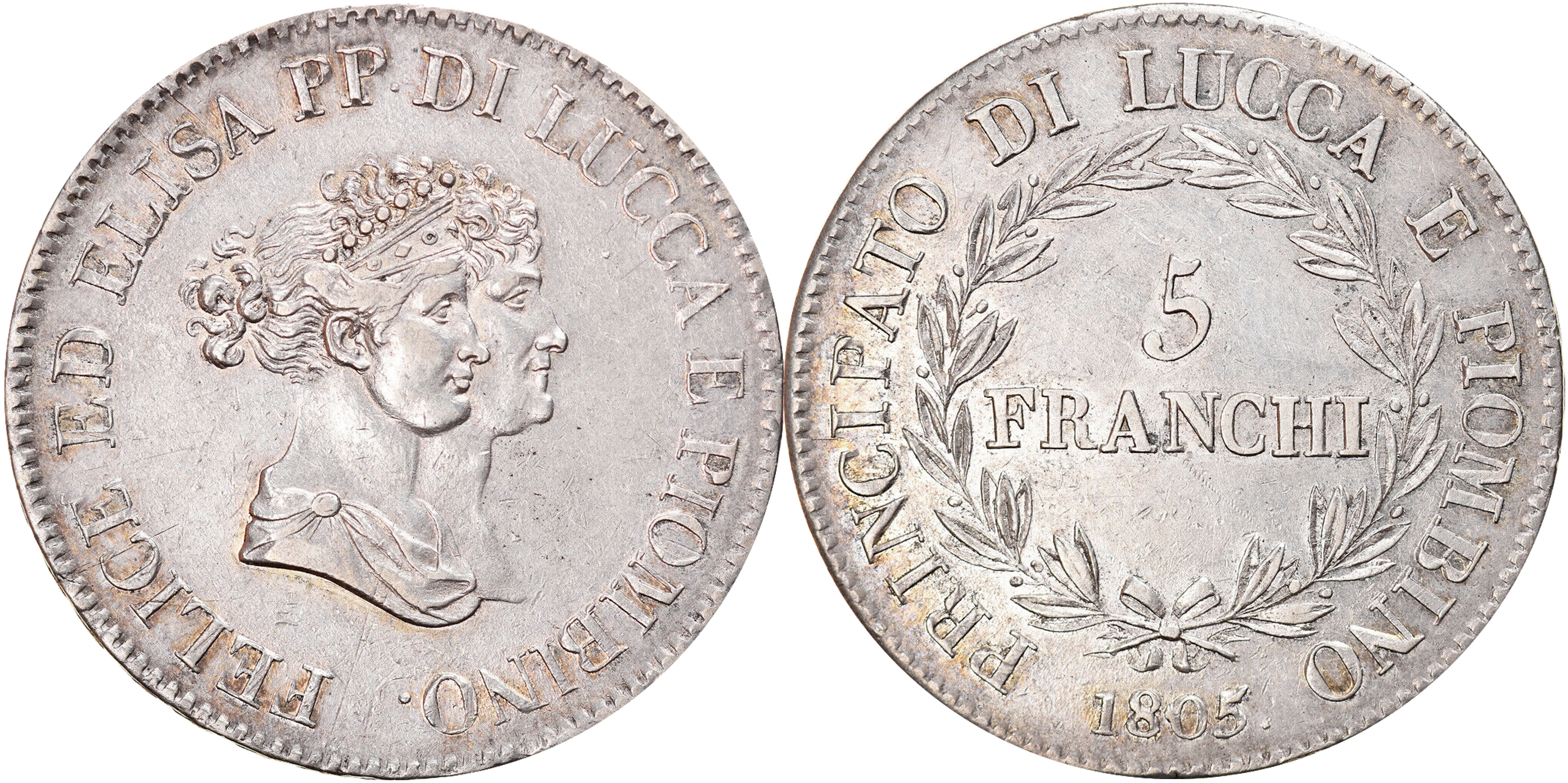
Xu bạc: 5 Franchi và Thân vương quốc Lucca và Piombino, đúc năm 1805, với chân dung của vợ chồng Thân vương Felix Baciocchi và Elisa Bonaparte

Hiến pháp của Thân vương quốc được Napoléon viết vào ngày 22/06/1805, thành lập Hội đồng Nhà nước để giúp Nữ thân vương và cơ quan lập pháp.
Thân vương quốc đã chấp nhận đồng franc của Pháp làm tiền tệ chính thức của mình, tuy nhiên cũng có một số đồng xu địa phương đăc biệt vẫn được cho đúc.
Ngày 03/03/1809, như một phần của Hiệp ước Fontainebleau (10/1807), anh trai của Elisa Bonaparte là Hoàng đế Napoleon đã cho thành lập Đại công quốc Toscana và tiếp tục trao cho bà tước vị Nữ đại công tước cai trị toàn bộ Toscana và Florence. Khu vực này đã bị sát nhập vào Đế quốc Pháp hai năm trước, từ Vương quốc Etruria cũ (1801-1807). Từ đó, Thân vương quốc Lucca và Piombino trở thành một phần của Đại công quốc Toscana và là một quốc gia vệ tinh của Đệ Nhất Đế chế Pháp.

## Kết thúc
Năm 1814, Quân đội Đế quốc Áo chiếm Lucca, chấm dứt sự kiểm soát của Pháp với sự sụp đổ của Napoleon. Đại hội Viên đã trao Piombino cho Đại công quốc Toscana và Đảo Elba trao cho Napoleon làm nơi lưu vong.
Lucca đã được khôi phục lại trạng thái nhà nước độc lập với tư cách là Công quốc Lucca (1815 - 1847). Đại hội Viên (1814 - 1815) đã trao công quốc cho María Luisa Josefina của Tây Ban Nha (1782 - 1824), người đã trở thành Nữ Công tước của xứ Lucca và không quan tâm đến hiến pháp do Đại hội Viên thông qua, mà quản lý công quốc theo kiểu chuyên chế.